# Trogareds kapell
Trogareds kapell är en kyrkobyggnad vid Tolkens strand i västra delen av Ulricehamns kommun. Den tillhör Södra Vings församling i Skara stift.

## Bakgrund
Detta är ett av de många kapell, som uppfördes vid 1900-talets början på bruksorter eller av kapellföreningar i socknar, där det var långt till moderkyrkan. Så var fallet för folket i den sydvästra delen av Södra Vings församling. Planer fanns på 1800-talet, att uppföra en ny kyrka i Ekeslunda by vid Tolkens norra strand, men de skrinlades. År 1912 kom den unge prästen Adolf Kloo till pastoratet. Han ivrade, i den samtida ungkyrkorörelsens anda, för kyrkolivets förnyelse och för att anskaffa lokaler för kyrkligt arbete utöver gudstjänsterna. Han blev en drivande kraft vid tillkomsten av kapellet. Frivilliga bidrag och arbeten samt en donerad tomt av ägaren till Trogareds gård, Gustav Landrén, möjliggjorde på 1910-talet ett kapellbygge. 
Trogareds kapellförening började 1918 att på frivillig väg uppföra ett kapell med drygt 200 sittplatser. Bröderna Albin och Carl Wilhelm Gustafsson från Sandhult var både arkitekter och byggmästare och detta blev deras sista kyrkobyggnad i en lång rad — bland annat den närbelägna Målsryds kyrka. Den första gudstjänsten hölls den 31 augusti 1919. Kapellet hade erbjudits som gåva till Södra Vings församling, som dock inte antog erbjudandet, då pastoratet sade sig inte ha råd med fler kyrkor. De som hade byggt kapellet, fick således själva svara för underhållet och anställa präst. Händelsen väckte stor uppmärksamhet och blev omskriven även i rikspressen. Kapellet kom att utgöra en stiftelse, som den 20 maj 1920 underställdes Svenska kyrkans diakonistyrelse.

## Kyrkobyggnaden
Kapellet har en enkel nationalromantisk stil med ett brant sadeltak och ett typiskt litet, ridande spåntäckt torn över gaveln. Stommen är av trä och fasaden var ursprungligen reveterad med kalkputs. Taken täcktes utvändigt med cementsten. Det invändiga taket är ett medeltidsinspirerat och klöverbladsformat, tredelat trätunnvalv med öppen takstol. Väggarna är pappspända och fönstren tätspröjsade. Koret är lägre och smalare än långhuset, samt omgivet av smårum med separata trappförsedda ingångar. Predikstolens trappa är förlagd till sakristian. Inredningen består av enkla oljemålade snickerier. Tidigare fanns ett högt beläget fönster i korets östvägg. 
I samband med den förestående renoveringen 1946, utformade konstnären Erik Abrahamson olika förslag till en altartavla, som dittills hade saknats. Vintern 1947-1948 renoverades kyrkan invändigt under ledning av Axel Forssén. Interiören målades om i ljusa färgtoner och kaminen ersattes med elvärme. Man installerade elektrisk belysning och två nya ljuskronor tillkom. Korfönstret sattes igen. Framför detta hade en Kristusfigur stått, som nu ersattes av den nya tavlan, som målats av Abrahamsson. En bänkrad togs bort längst fram i öster. Utvändigt avslutades renoveringen av tak och fasader, varvid nytt takspån hade lagts på tornet och långhusets tak fått nytt tegel.
Genom kyrkofullmäktiges beslut 1970 övertog Södra Vings församling ansvaret för kapellet, varvid stiftelsen kunde upplösas. År 1987 genomfördes en ny omfattande renovering. Fasaden fick lockpanel och invändigt företogs viss ommålning.

## Inventarier
- Altartavla från 1948 utförd av Erik Abrahamson.
- Dopskål, som 1920 skänktes av Sven och Hilma Andersson föräldrarna till Erik Andersson, det barn som blev det första att döpas i kapellet våren 1920.

### Orgel
Fasaden från den tidigare orgeln står kvar. Den var tillverkad av I. Starup & Søn Orgelbyggare, Köpenhamn och installerade 1999, men den fungerade så dåligt, att församlingen valde att istället för att reparera införskaffa en digitalorgel som nu är huvudinstrument.